# バーチャル俳優
バーチャルヒューマン（英語: virtual human）とは、コンピューターで生成された画像（CGI）や音声を用いて、実際の人間と見分けがつかないよう生成された人物およびそれらを生成する技術である。ある人物の声や骨格などを再現した場合は、デジタルクローンと呼ばれる。

## 概要
バーチャルヒューマンの概念が初めて登場したのは、1981年に公開されたアメリカのSF映画『ルッカー』である。この映画では現実のモデルの体をデジタルスキャンし、それにアニメーションを付けて生成された3DCGのモデルが、テレビCMに使用される場面がある。その後、作家のマーク・レイナーが1992年に出版した小説「Et Tu Babe」では、ある登場人物がビデオショップの従業員に『レインマン』（ダスティン・ホフマンとトム・クルーズの代替）、『マイ・フェア・レディ』（レックス・ハリソンの代替）、『アマデウス』（F・マーリー・エイブラハムの代替）、『アンネの日記』（アンネ・フランクの代替）、『ガンジー』（ベン・キングズレーの代替）、『素晴らしき哉、人生!』（ジェームズ・ステュアート）といった複数の作品での出演者をアンドロイドのアーノルド・シュワルツェネッガーに変えることができないか尋ねる場面があり、この作品でレイナーはその過程を「シュワルツェネッガリゼーション(Schwarzeneggerization)」と命名している。
一般的に、映画に登場するバーチャルヒューマンはバーチャル俳優(virtual actor)と呼ばれており、それ以外にもバクター(vactor)、サイバースター(cyberstar)、シリセントリック・アクター(silicentric actor)などの呼称が存在する。シミュレーションとしてデジタルクローン化された著名人にはビル・クリントン、マリリン・モンロー、フレッド・アステア、エド・サリバン、エルヴィス・プレスリー、ブルース・リー、オードリー・ヘプバーン、アンナ＝マリー・ゴダード、ジョージ・バーンズがいる。
2002年には、シュワルツェネッガー、ジム・キャリー、ケイト・マルグルー、ミシェル・ファイファー、デンゼル・ワシントン、ジリアン・アンダーソン、デイヴィッド・ドゥカヴニーの頭部をレーザースキャンしたデジタルモデルが制作された。

## 黎明期
1985年の映画「Tony de Peltrie」には、コンピューターで生成された人間の顔が登場しており、イギリスのロックシンガーであるミック・ジャガーの楽曲「Hard Woman」のミュージック・ビデオにも同様にCGで作られた顔が登場している。
初めてデジタル複製された人物が登場したのは1987年3月にナディア・マニュナ・タールマンとダニエル・タールマンがカナダ工学会の創立100周年記念のために制作した映画『Rendez-vous in Montreal』で、同映画にはCGで制作されたマリリン・モンローとハンフリー・ボガートが登場している。同年、Kleizer-Walczak Construction Company社（現Synthespian Studios）は"synthetic thespian"(人工の俳優)という言葉をもとにしたシンセスピアン(synthespian)という新語を生み出し、「クレイモデルのデジタルアニメーションをベースにした生きているようなフィギュア」を作ることを目的としたシンセスピアン・プロジェクトを立ち上げた。
1988年、ピクサー・アニメーション・スタジオが発表した短編アニメ映画『ティン・トイ』が全編コンピューターで制作されたアニメ映画として初のアカデミー賞（短編アニメ賞）受賞を果たした。同年、シリコングラフィックス社が顔の表情や頭の姿勢を、コントローラーを使ってリアルタイムにコントロールする頭部CGモデル「マイク・ザ・トーキング・ヘッド」(Mike the Talking Head)を開発し、SIGGRAPHにてライブパフォーマンスが行われた。1989年に公開されたジェームズ・キャメロン監督の映画『アビス』では、コンピューターで制作された顔のある液状のキャラクターが登場した。
1991年、同じくキャメロンが監督した『ターミネーター2』では『アビス』」で培った技術を活かす形で、出演俳優の一人であるロバート・パトリックの顔をCGで再現するなどの方法によりバーチャル俳優と実写のシーンを合成させる試みがなされ、40シーン以上もの場面で用いられた。
1997年、大手VFX会社のインダストリアル・ライト&マジック社が複数の俳優の体の一部を合成したバーチャル俳優を制作した。

## 21世紀
21世紀になると技術の進歩により、バーチャル俳優は現実のものとなっていった。1994年の映画「クロウ/飛翔伝説」では主演のブランドン・リーが撮影最中に起きた発砲事故で死亡したため、ブランドン・リーの顔をデジタルで再現し代役の役者に被せる手法で残りのシーンを撮影した。2001年の映画『ファイナルファンタジー』では3DCGのキャラクターが使用され、2004年の映画『スカイキャプテン ワールド・オブ・トゥモロー』ではCGで生成されたローレンス・オリヴィエが出演した。

### 『スター・ウォーズ』での事例
スター・ウォーズシリーズは、エピソード4からエピソード6までのオリジナル3部作で初登場したキャラクターを再登場させるという目的から、バーチャル俳優を多用していることが特に注目されている。
2016年に公開された『ローグ・ワン/スター・ウォーズ・ストーリー』は、1977年に公開されたエピソード4の前日譚であり、同作のエンディングシーンがエピソード4のオープニングシーンにほぼ直結しているため、VFXを手掛けたインダストリアル・ライト&マジック社によって、グランド・モフ・ウィルハフ・ターキンを演じるピーター・カッシングとレイア・オーガナを演じるキャリー・フィッシャーがデジタルクローンによって再現された。ちなみに『ローグ・ワン』のラストでレイアが唯一話すセリフ「希望」は、実際にそのセリフを口にしているフィッシャーの音声フッテージを使って付け加えられた。
同様に、2020年のテレビドラマ『マンダロリアン』のシーズン2では、エピソード6に登場したルーク・スカイウォーカー（実際にはクレジット表記されていない代役俳優が演じ、オリジナルの俳優であるマーク・ハミルが声を担当した）のデジタルクローンが登場した。

### 映画以外の事例
2018年3月、Epic Games社はアメリカ・サンフランシスコで開かれたゲーム開発者会議「Game Developers Conference」においてバーチャルヒューマン「Siren」(サイレン)を発表した。Sirenはリアルタイムでのパフォーマンスキャプチャーのデモンストレーション用に開発されたキャラクターであり、複数企業との協力の元、同社がリリースしているゲームエンジンUnreal Engineによってレンダリングされている。また、これと併せて俳優のアンディ・サーキスのデジタルクローンがマクベスの詩を朗読するデモンストレーション映像も公開された

。
日本では2015年にCG制作ユニットのTELYUKAによる女子高生を模したバーチャルヒューマン「Saya」が発表されており、2017年には女性アイドルオーディション「ミスiD」にて、バーチャルヒューマンとしては初めてセミファイナリストに選出されたことで話題となった。

## 法的問題
評論家のスチュワート・クラワンスはニューヨーク・タイムズにて、バーチャル俳優の登場によって「芸術が本来守っていたもの、つまりかけがえのない有限である人間との接点」が失われることを危惧している。さらに著名人のデジタルクローン化には著作権や肖像権に関する問題があり、俳優は自身のデジタルクローンに対し法的管理できる余地は少ない。例えばアメリカ合衆国では、自身に関する法的行使をするためにデータベース保護関連法に頼る必要があり、俳優は自身が作成したものでない限り自身のデジタルクローンの著作権を保有することはできない。例としてロバート・パトリックは『ターミネーター2』で液状化された自身のデジタルクローンに対し法的管理することはできない。
映画産業においては、プロデューサーが予算を抑えるために俳優の演技を複製できるデジタルクローンを使用することで、俳優の仕事が減ってしまい、契約交渉で不利に陥ってしまう可能性がある。また、俳優が様々な理由で引き受けないような役にデジタルクローンが起用される可能性もあるため、俳優のキャリア自体に影響を及ぼすという問題もある。トム・ウェイツやベット・ミドラーは出演を拒否した広告に自身の画像を無断で使用したことで損害賠償を求めて勝訴している。
また、すでに故人となっている人物のデジタルクローンを使用することに関しても問題が浮上している。カリフォルニア州議会上院はフレッド・アステアの遺族や映画俳優組合がアステアのデジタルクローンの使用に制限をかけるためのロビー活動を受けてアステア法案(The Astaire Bill)を起草した。映画スタジオはこの法案に反対しており、2002年時点で成立も施行もされていない。複数の企業はデジタルクローンの作成および使用のためにマレーネ・ディートリヒやヴィンセント・プライスといった数人の死去した有名人の権利使用権を購入している。

## バーチャルヒューマンが登場する作品
- シモーヌ - 2002年公開のSF映画。監督・製作・脚本：アンドリュー・ニコル、主演：アル・パチーノ。劇中で主人公がコンピューターで作られたCGの女性を女優として映画に出演させている。
- コングレス未来学会議 - 2013年公開のSFドラマ映画。監督・製作：アリ・フォルマン、主演：ロビン・ライト。劇中ではバーチャル俳優にまつわる問題を広範囲に取り扱っている。